# Аря
Аря́ (чув. Ара́, тат. Әрә) — река в Чувашии и Татарстане, левый приток Свияги, впадает в Свияжский залив Куйбышевского водохранилища на высоте 53 метра над уровнем моря.
Длина реки 49 км (из которых 23,7 км в пределах Чувашии). Площадь речного бассейна — 368 км².

## Физико-географическая характеристика
Протекает по Приволжской возвышенности, берёт начало в прудах западнее села Арабоси на границе Урмарского и Канашского районов. Устье в 3 км к востоку от посёлка Прибой Зеленодольского района. Абсолютная высота истока 180 м, устья — 54 м. Уклон реки — 9,2 ‰. Расход воды в межень — около 1 м³/с.
Питание смешанное, преимущественно снеговое. Обильное весеннее половодье. Иногда пересыхает.
Течёт по холмистой равнине, в низовьях пойма реки заболочена. Долина реки асимметрична. Склоны долины сильно расчленены оврагами и балками. 11 % площади водосбора залесены. Имеет 25 притоков длиной от 0,6 до 8,7 км.
Вода умеренно жёсткая (3—6 мг-экв/л) в течение года. Общая минерализация 200—300 мг/л весной и 400—500 мг/л зимой и летом. В бассейне реки лежат 2 пруда суммарным объёмом 761 тыс. м³.

## Данные водного реестра
По данным государственного водного реестра России относится к Верхневолжскому бассейновому округу, водохозяйственный участок реки — Волга от Чебоксарского г/у (Чебоксарское водохранилище) до Казани без рек Свияга и Цивиль, речной подбассейн реки — Волга от впадения Оки до Куйбышевского водохранилища (без бассейна Суры). Речной бассейн реки — (Верхняя) Волга до Куйбышевского вдхр. (без бассейна Оки).

## Название
Краевед И. С. Дубанов приводит такие версии происхождения топонима Аря (Ара):

1. Ара «промежуток, расстояние, пространство между двумя пунктами» (туркм., турец., азерб., кирг., татар.) (Э. В. Севортян). Арал «остров» (тюрк., монг.); «заросли кустарников, урёма по берегам рек и озёр» (алт.) (Э. М. Мурзаев, СНГТ, 1984).
2. В венгерском языке — местный географический термин ер — «ручей». Ему соответствует семантика форманта-термина ер/ар «ручей».— Географические названия Чувашской Республики

## Притоки
На территории Чувашии имеет 17 притоков первого и 7 притоков второго порядка.
Притоки (от устья, в скобках указана длина притоков в км):
- 3,3 км пр: Булатка[3] (8,5[7])
- лв: Кирмели[12] (5,6[7])
- пр: Укша[13] (9,1[7])
- 28 км пр: Мусирма[14] (8,7[7])[8]
- лв: Ар[15]

## Экология
Река характеризуется высокой плотностью населения на территории водосборного бассейна и загрязнением с прибрежных территорий.

## Топографические карты
- Лист карты N-38-VI. Масштаб: 1 : 200 000. Указать дату выпуска/состояния местности.
- Лист карты N-39-I. Масштаб: 1 : 200 000. Указать дату выпуска/состояния местности.